# ریوک
ریوک (به ژاپنی: リューク ,Ryūku) یک شخصیت داستانی در مجموعه مانگا ژاپنی دفتر مرگ است؛ که توسط تسوگومی اوبا و تاکه‌شی اوباتا ایجاد شده است.او در مجموعه مانگای ژاپنی دفتر مرگ یک شینیگامی و تماشاگر لایت یاگامی که یکی از شخصیت های اصلی این مجموعه است وجود دارد.
او یک شینیگامی خسته است که با در اختیار قراردادن دفترچه‌ای به عنوان دفترچه مرگ به شما، این اجازه را می‌دهد که به سادگی با دانستن نام و چهره هر شخص، به کشتن او در هرجای این جهان بشری بپردازید و از آن لذت ببرید. لایت یاگامی، جوانی باهوش بود که دفترچه را که ریوک به دنیای انسان‌ها انداخته بود را برداشت و پس از پی بردن به قدرت آن، تلاش کرد که به عنوان «خدا»، دنیای جدیدی خالی از شرارت و پستی ایجاد کند.
گویندگی شخصیت ریوک در انیمه ژاپنی را ناکامورا شیدو و در نسخه انگلیسی، برایان دراموند بر عهده گرفته است. در نمایش تلویزیونی ژاپنی دفتر مرگ، ژوئن فوکوشیما در نقش ریوک و با موزیکال کوتارو یوشیدا به نمایش درآمد. در فیلم آمریکایی، ویلم دفو نقش ریوک را بازی کرده است.

## ایجاد و مفهوم
تسوگومی اوبا، نویسنده داستان دفترچه مرگ، گفته است که ریوک همیشه به همراه یک سیب به تصویر کشیده می‌شود؛ زیرا خوردن سیب توسط شینیگامی، پیام مرگ را منتقل می‌کند و در داستان دفتر مرگ، ریوک تنها به همین دلیل با سیب‌ها پیوند خاصی دارد.
اوبا همچنین اظهار داشت که به دلیلی خاص سیب‌ها را به رنگ سرخ انتخاب کرده است که با بدن سیاه ریوک هماهنگ تر باشد و جدای از آن سیب‌ها متناسب با دهان بزرگ ریوک به تصویر درآمدند.
وقتی که تاکه‌شی اوباتا، طراح اثر ریوک، به اوبا این موضوع را یادآوری که سیب‌ها اهمیت مذهبی و روان شناختی دارند، این تصور را می‌کرد که دلیل انتخاب او نیز همین موضوع باشد، اما اوبا با لبخند گفت که به این مسائل فکر نمی‌کند و معتقد است که سیب‌ها میوه‌های سردی هستند و فقط همین دلیل را برای برگزیدن داشته است.
اوبا همچنین این را اضافه کرد که ورود سیب‌ها به داستان، جنبه‌های جالبی را به داستان اضافه کرد و یکی از آن اتفاقات این بود که ریوک که شیفتهٔ این میوه بود، و لایت از ریوک خواست که دوربین‌های مخفی را در ازای سیب جستجو کند.
اوباتا گفت که ابتدا در ایجاد شخصیت ریوک دچار مشکل شده‌بود. بر طبق گفته‌های او ایده اصلی از ریوک، «مردی جوان شبیه به یک نور» با موی سیاه و دارای دو بال بوده است؛ و در کل ایده اولیه اوباتا این بود که ریوک را مانند «ستاره‌های جذاب راک» جلوه دهد.
اوباتا پس از این عقیده، احساس کرد که اگر ریوک جذاب‌تر از لایت یاگامی شود، این تفکر به وجود می‌آید که او شخصیت اصلی است و این موضوع داستان را به هم می‌ریخت. به همین دلیل طرح قبلی خود را پاک کرد و طرح نهایی خود را طبق گفته سردبیر خود که گفته بود، «ریوک در میان مردم ظاهر نمی‌شود»، طراحی کرد.
اوباتا ظاهری مانند یک هیولا را برای ریوک برگزید و حالت چهره او را طوری طراحی کرد که «شما هرگز نمی‌توانید بفهمید که به چه چیزی فکر می‌کند».
وقتی که اوباتا مشغول طراحی «دفتر مرگ ریوک» بود، حتی به دست خط او نیز توجه کرد. ریوک واژه «Death Note» را روی دفتر خود نوشته بود، و وقتی که دفتر مرگ «شیدو» را هم از او دزدید، آن کلمات را با همان دست خط روی آن نوشت.

## فیلم
شوسوکه کانکو، کارگردان فیلم یادداشت مرگ گفت که در جریان فیلم، ریوک را به صورت رایانه‌ای ایجاد کرد؛ زیرا او عقیده داشت از آن جایی که فقط کسانی که دفترچه مرگ در اختیار او را لمس می‌کنند، ریوک را می‌بینند پس باید شخصیت او مانند یک انسان عادی نباشد تا واقع بینانه تر جلوه کند.
شرکت مرز دیجیتال، یک شرکت در زمینه گرافیک کامپیوتری بود که عملیات ساخت و حرکت ریوک را برعهده گرفت. کانکو گفت که به دلیل اینکه ساختار بدنی ریوک با انسان‌های عادی متفاوت است، پس باید یک شخصیت انسانی را در لباس ریوک قرار دهیم تا در جریان ارتباطی که با تاتسویا فوجیوارا (بازیگر نقش لایت یاگامی) دارد، مخاطبان ریوک را یک شخصیت کامپیوتری تصور نکنند؛ هر چند که در جریان فیلم‌سازی، ریوک وجود انسانی نداشت و فقط برای بینندگان اینگونه جلوه می‌کرد و همین یکی از دلایل نارضایتی فوجیوارا در آستانه فیلم بود. او اظهار داشت که کار با یک شخصیت کامپیوتری به صورت مداوم، بسیار مشکل است.
در همین راستا روزنامه ستاره مالزی، احساسات فوجیوارا را «ناامیدی وحشتناک» توصیف کرد.
آدام وینگارد، کارگردان فیلم آمریکایی دفتر مرگ، در تقابل با نسخه ژاپنی فیلم حرکت کرد. او سعی داشت یک شخصیت کاملاً انسانی را به عنوان ریوک قرار دهد. به همین دلیل به یک بازیگر بلند قد احتیاج داشتند که جیسون لایلز بازیگر ۲۱۰ سانتیمتری بهترین گزینه بود. آنها لباس ریوک را به تن جیسون کردند و در جریان فیلم‌برداری نیز به عنوان یک شخصیت کاملاً انسانی حضور داشت و بر خلاف فوجیوارا کار برای نات وولف (بازیگر نقش لایت یاگامی در فیلم آمریکایی) آسان بود، اما برای اینکه ریوک طبیعی تر جلوه کند از صدا و صورت ویلم دفو در پخش استفاده کردند.

## ظاهر

### در دفتر مرگ
ریوک یک شینیگامی خسته است که زیاد حوصله نوشتن اسامی در دفتر مرگ را ندارد. بنابرین او تصمیم می‌گیرد غیر از دفتر خودش، یک دفتر مرگ دیگر را هم به دست بیاورد و به امید آن که یک نفر در دنیای انسان‌ها آن را پیدا می‌کند، آن را به زمین می‌اندازد و به این وسیله می‌خواهد که باری را از دوش خود بردارد. او موفق شد شاه شینیگامی‌ها را فریب دهد و وجود دفتر دوم را مخفی نگه دارد.
ریوک به عمد دستورالعمل‌ها را به زبان انگلیسی که به عنوان محبوب‌ترین زبان در قلمرو انسان‌ها شناخته می‌شود، در داخل جلد دفتر می‌نویسد؛ به گونه ای که هر خواننده ای متوجه مطالب بشود.
دفتر مرگ توسط لایت یاگامی کشف می‌شود، و ریوک او را در بیشتر جاها دنبال می‌کند تا ببیند که لایت چگونه از دفتر استفاده می‌کند. ریوک ظاهری نسبتاً انسان دوستانه دارد. پوست او خاکستری مایل به آبی یا بنفش است، اندام‌هایش به شکل غیرعادی دراز هستند و چشمانی زرد رنگ و برآمده با عنبیه ای سیاه (در انیمه عنبیه سرخ است) دارد.
ریوک سرگرمی خود را دارد و در قبال مشکلاتی که برای لایت پیش می‌آید، مسئولیتی ندارد اما در عین حال به انسان‌ها علاقه‌مند است. او از دیدن غلبه لایت بر چالش‌های پیش رویش لذت می‌برد و اغلب منتظر می‌ماند تا لایت وارد یک مرحله دشوار در استفاده از دفتر مرگ بشود و در این موقع ریوک فقط می‌خندد. ریوک اگر کاری را در راستای منافع یا سرگرمی خود ببیند، مفید واقع می‌شود اما بیشتر اوقات به شوخی کردن می‌پردازد و از لایت می‌پرسد که (حالا می‌خواهی چه کار کنی؟).
لایت، ریوک را موجودی «دیوانه وار، فراطبیعی و دارای چشمانی شرور» توصیف می‌کند؛ که در نسخه فیلم دفتر مرگ، موجودی شگفت‌انگیز است که به قطب اخلاقی لایت تبدیل می‌شود.
ریوک علاقه زیادی به سیب دارد و اعتیاد خود به آن را مانند سیگار و الکل برای انسان‌ها می‌داند. او طوری نشان می‌دهد که بدون سیب‌ها نمی‌تواند دوام بیاورد و گاهی اوقات که در مدت زیادی سیب به او نمی‌رسد، به نشانه خماری خود را «سر و ته» می‌کند و روی دستان خود می‌ایستد.
ریوک همچنین اظهار داشت که نسبت به دختران خجالتی است؛ و وقتی میسا آمانه در آغوش او می‌رود، ریوک نامرئی می‌شود.
ریوک غیر از سیب، به بازی‌های ویدئویی هم علاقه‌مند است. او از لایت می‌خواهد که با هم بازی ماریو گلف را انجام دهند (در انیمه فقط به اسم بازی یا بازی ویدئویی ذکر شده است) که لایت از آن جایی که متوجه می‌شود داخل خانه دوربین نصب شده، جواب ریوک را نمی‌دهد.
همان‌طور که ریوک در اولین ملاقات به لایت توضیح می‌دهد، او مجبور است زمانی که عمر لایت به سرآمده جان او را بگیرد. در مانگا، ریوک بعد از آنکه لایت مورد شلیک چند گلوله از سوی ماتسودا قرار می‌گیرد، جان او را می‌گیرد؛ او قبل از مرگ چندین بار از ریوک تقاضا می‌کند که نام اعضای تیم تحقیقاتی (SPK) را در دفتر مرگ خود بنویسد و ریوک نیز در ابتدا قصد انجام خواسته لایت را دارد که ناگهان به یاد می‌آورد که «او طرفدار هیچ‌کس نیست» و در اینجا نام لایت را در دفتر مرگ می‌نویسد. با این حال ریوک قبل از نوشتن فکر می‌کرد که لایت مثل همیشه راهی برای این وضع خود پیدا می‌کند اما با دیدن اوضاع او کاملاً ناامید شد و تصمیم گرفت که راهش را از او جدا کند. ریوک پس از کشتن لایت یاگامی به قلمرو شینیگامی‌ها بازگشت.

## در انیمه

ریوک در نسخه انیمه

در انیمه، لایت از ریوک درخواست کمک نمی‌کند و بعد از اینکه ترو میکامی خودکشی می‌کند، لایت در همین موقع که همه سرگرم میکامی هستند، فرار می‌کند، اما زخم‌های او بسیار شدیدتر از آن است که راهی برای رهایی خود از این چالش پیدا کند. در این هنگام ریوک بر بلندی یک اسکله نشسته است و لایت را تماشا می‌کند و تصمیم می‌گیرد او را دنبال کند. ریوک در مسیر تمام سخنانی را که در ابتدا به لایت گفته بود را بازگو می‌کند و در حین اینکه نام او را در دفترش می‌نویسد، می‌گوید که در این مدت تفریح و سرگرمی خوبی انجام داده است. لایت روی پله‌های یک ساختمان متروک جان می‌دهد و پس از آنکه لحظه ای در رؤیا تصویر ال را در جلوی خود می‌بیند، به آرامی چشمانش را روی هم گذاشته و می‌میرد.